# Pete Buttigieg
Pour les articles homonymes, voir Buttigieg.
Peter Paul Montgomery Buttigieg, dit Pete Buttigieg (prononcé en anglais : /pit ˈbutəˌd͡ʒɛd͡ʒ/), né le 19 janvier 1982 à South Bend (Indiana), est un homme politique américain. Membre du Parti démocrate, il est secrétaire aux Transports des États-Unis du 3 février 2021 au 20 janvier 2025.
Maire de South Bend de 2012 à 2020, il se porte candidat aux primaires démocrates en vue de l'élection présidentielle de 2020. Tandis que son manque d'expérience nationale est mis en avant par ses concurrents, sa campagne profite d'une bonne dynamique, bien qu'il se retire finalement au profit de Joe Biden. Ce dernier, après avoir été élu président des États-Unis, le désigne comme futur secrétaire aux Transports.
Il est largement confirmé par le Sénat le 2 février 2021, ce qui fait de lui la première personne ouvertement homosexuelle confirmée par les sénateurs au cabinet présidentiel.

## Jeunesse et formation
Peter Paul Montgomery Buttigieg naît le 19 janvier 1982 à South Bend, dans l'État d'Indiana, aux États-Unis. Il est le fils de Joseph Buttigieg, originaire de l'île de Malte (Hamrun), traducteur de l'œuvre de Gramsci aux États-Unis, président de l'International Gramsci Society et marxiste, professeur d'anglais et de Jennifer Ann (née Montgomery), tous deux enseignants à l'Université Notre-Dame , connue pour son excellence académique, sa vie dynamique et son engagement catholique .
Diplômé de l'école secondaire St-Joseph de South Bend en 2000, dont il sort major de sa promotion, il étudie ensuite à l'université Harvard de 2000 à 2004 (baccalauréat en arts, histoire et lettres). Il est alors président du comité consultatif étudiant au Harvard Institute of Politics,. Buttigieg est aussi membre de la fraternité Phi Beta Kappa. Durant ses études, il effectue un stage chez NBC News (2003) et travaille pour la campagne présidentielle de John Kerry (2004). De 2005 à 2007, il étudie au Pembroke College de l'université d'Oxford (baccalauréat en arts, philosophie, politique et économie) grâce à une bourse Rhodes.

## Carrière professionnelle et militaire
Pete Buttigieg commence sa carrière en 2007 en tant que consultant au cabinet de conseil en stratégie McKinsey & Company. Il y reste jusqu'en 2010.
Buttigieg fait partie de l'United States Navy Reserve en 2009. Il sert pendant 7 mois en 2013 en Afghanistan,. Il reste lieutenant dans la Navy Reserve.

## Vie privée
Le 16 juin 2015, Pete Buttigieg annonce dans une publication qu'il est homosexuel. Il est le premier homme politique ouvertement gay de l'Indiana. Le 28 décembre 2017, Buttigieg annonce ses fiançailles avec Chasten Glezman (en) (né en 1989), professeur de pédagogie Montessori dans un collège privé de l'Indiana. Le couple se marie le 16 juin 2018 lors d'une cérémonie à la cathédrale épiscopalienne Saint-Jacques de South Bend, et fait en 2019 la couverture du magazine Time,.
En septembre 2021, le couple annonce avoir adopté deux enfants : Penelope Rose et Joseph August Buttigieg.
En plus de l'anglais, Pete Buttigieg parle le norvégien, le français, l'espagnol, l'italien, le maltais, l'arabe et le dari, soit un total de huit langues.
Buttigieg est chrétien et a déclaré que sa foi avait fortement influencé sa vie,.
En juillet 2022, Buttigieg déménage à Traverse City, dans l'État du Michigan, la ville où son mari a grandi et où vit sa belle-famille,.

## Parcours politique

### Débuts
Pete Buttigieg se lance en politique à l'occasion des élections de mi-mandat de 2010, à l'âge de 27 ans. Il se présente au poste de trésorier de l'Indiana, détenu par les Républicains depuis 1979. Durant la campagne, il critique notamment le trésorier sortant républicain Richard Mourdock pour son opposition au plan de soutien à l'industrie automobile. Il est largement battu par Mourdock, ne rassemblant que 38 % des suffrages.

### Maire de South Bend

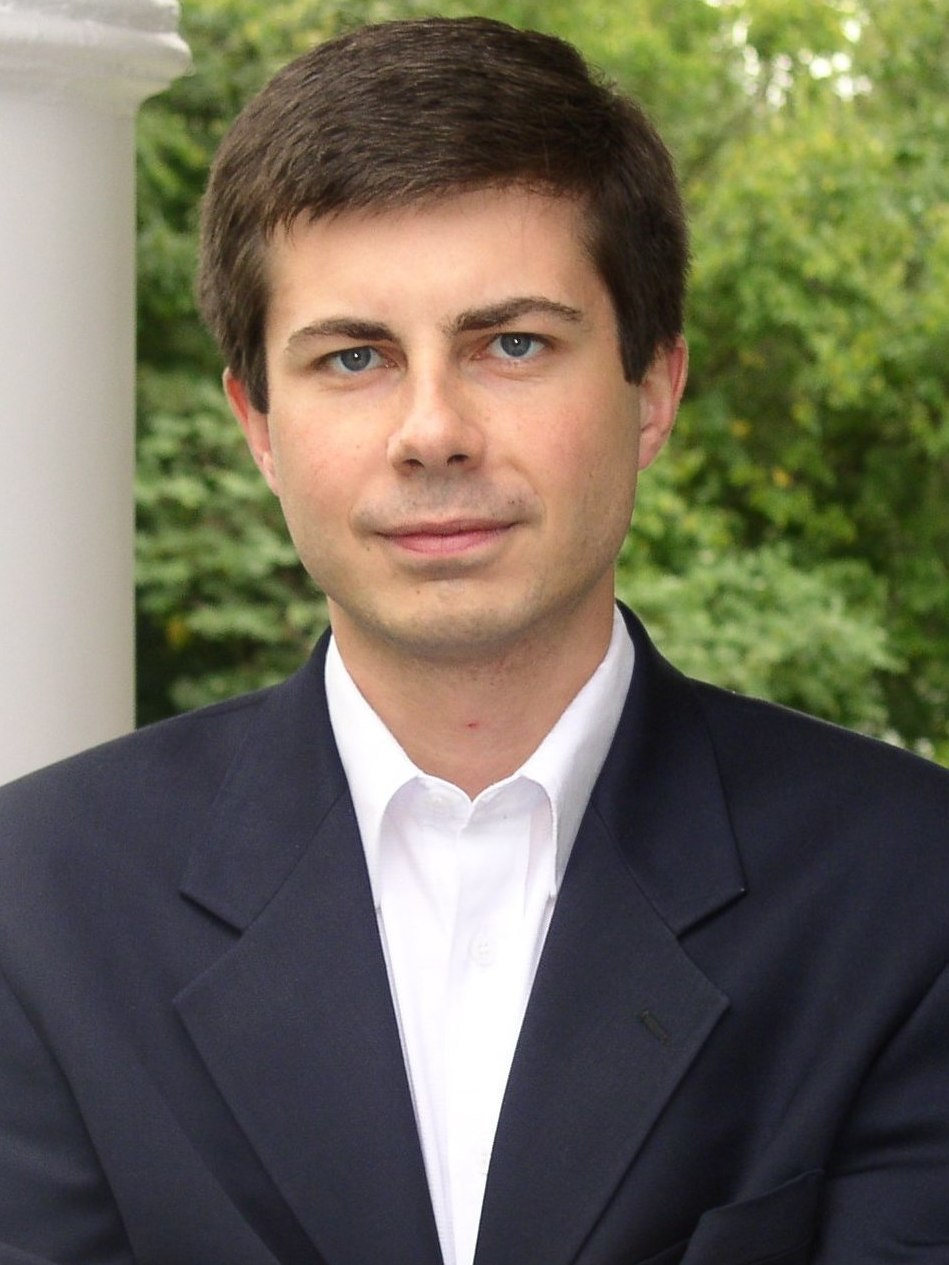
Pete Buttigieg en 2010.

Le 8 novembre 2011, Pete Buttigieg est élu maire de South Bend avec 74 % des voix et prend ses fonctions le 1er janvier 2012 ; il est alors le plus jeune maire d'une ville des États-Unis d'au moins 100 000 habitants.

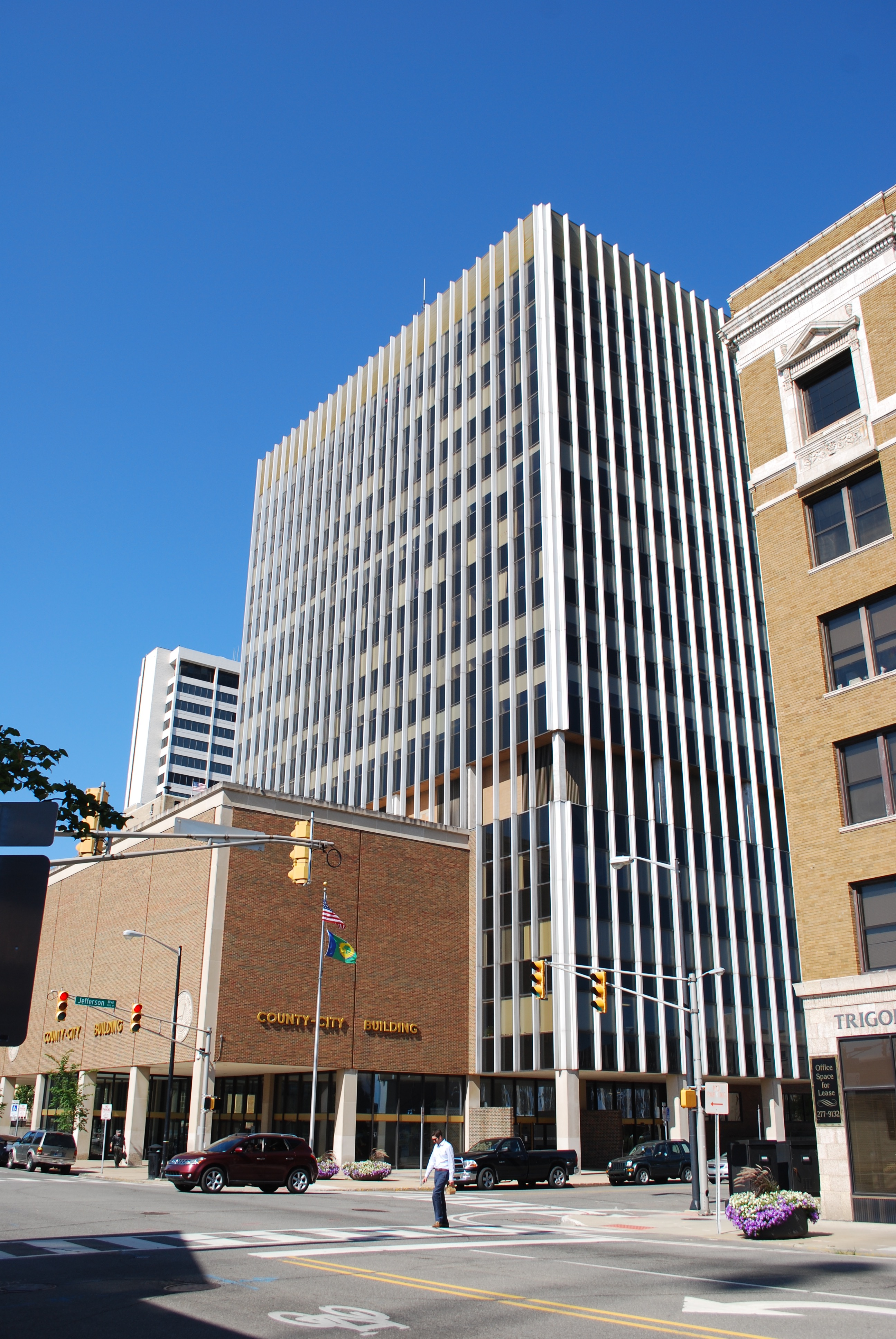
Immeuble de South Bend abritant le bureau du maire.

La même année, Buttigieg renvoie Darryl Boykins, le chef de la police de South Bend, après qu'une enquête fédérale a révélé que le département de police avait enregistré illégalement les appels de plusieurs policiers. Buttigieg a également renvoyé le directeur de la communication de la police qui avait découvert les enregistrements et a continué à enregistrer la ligne téléphonique, suivant ainsi l'instruction de Boykins. Le directeur de la communication déclare que les bandes contiennent les enregistrements de quatre policiers faisant des déclarations racistes.
Buttigieg décide par la suite de demander la démission de Boykins. Boykins accepte mais demande rapidement à récupérer son poste, soutenu dans sa démarche par des habitants de South Bend et un conseiller juridique. Buttigieg décline la demande de Boykins qui poursuit ensuite la ville pour discrimination raciale. Buttigieg règle par la suite l'affaire hors des tribunaux par un accord avec la partie adverse pour plus de 800 000 dollars. Buttigieg est appelé par ses opposants politiques à publier les bandes accusées de contenir la preuve du racisme de certains des policiers de la police de South Bend mais il refuse. Un tribunal de l'Indiana s'est saisi de l'affaire pour décider de la potentielle divulgation des enregistrements.
Il est réélu en novembre 2014, obtenant plus de 80 % des voix. En décembre 2018, il annonce qu'il ne se représentera pas pour un troisième mandat,.
Le 5 janvier 2017, Buttigieg annonce sa candidature pour le poste de président du Comité national démocrate. Selon NBC News, il s'est « construit une stature nationale en tant que candidat surprise dans la course à la présidence ». Il fait campagne sur l'idée que le Parti démocrate est vieillissant et que sa direction doit être donnée à une nouvelle génération. Il a le soutien d'un ancien président du Comité national démocrate, Howard Dean. Il retire finalement sa candidature le jour de l'élection. Il est alors mentionné comme un candidat possible pour l'élection présidentielle américaine de 2020.

### Primaires démocrates de 2020

Logo de la campagne présidentielle de 2020 de Pete Buttigieg.

Le 23 janvier 2019, Pete Buttigieg forme un comité exploratoire pour se présenter à l'élection présidentielle de 2020. Le 10 mars, il participe à une réunion publique organisée par la chaîne CNN. Sa prestation est remarquée, notamment lorsqu'il critique le vice-président Mike Pence, également originaire de l'Indiana, pour être devenu « la pom-pom girl de la présidence des vedettes pornos » (« the cheerleader of the porn star presidency »), ajoutant : « A-t-il arrêté de croire aux saintes écritures lorsqu'il a commencé à croire en Donald Trump ? » (« Is it that he stopped believing in Scripture when he started believing in Donald Trump? »). Dans les 24 heures qui suivent l'émission, sa campagne lève plus de 600 000 dollars auprès de 22 000 donateurs. Quelques jours plus tard, il atteint les 65 000 donateurs nécessaires pour participer aux débats organisés par le Comité national démocrate.

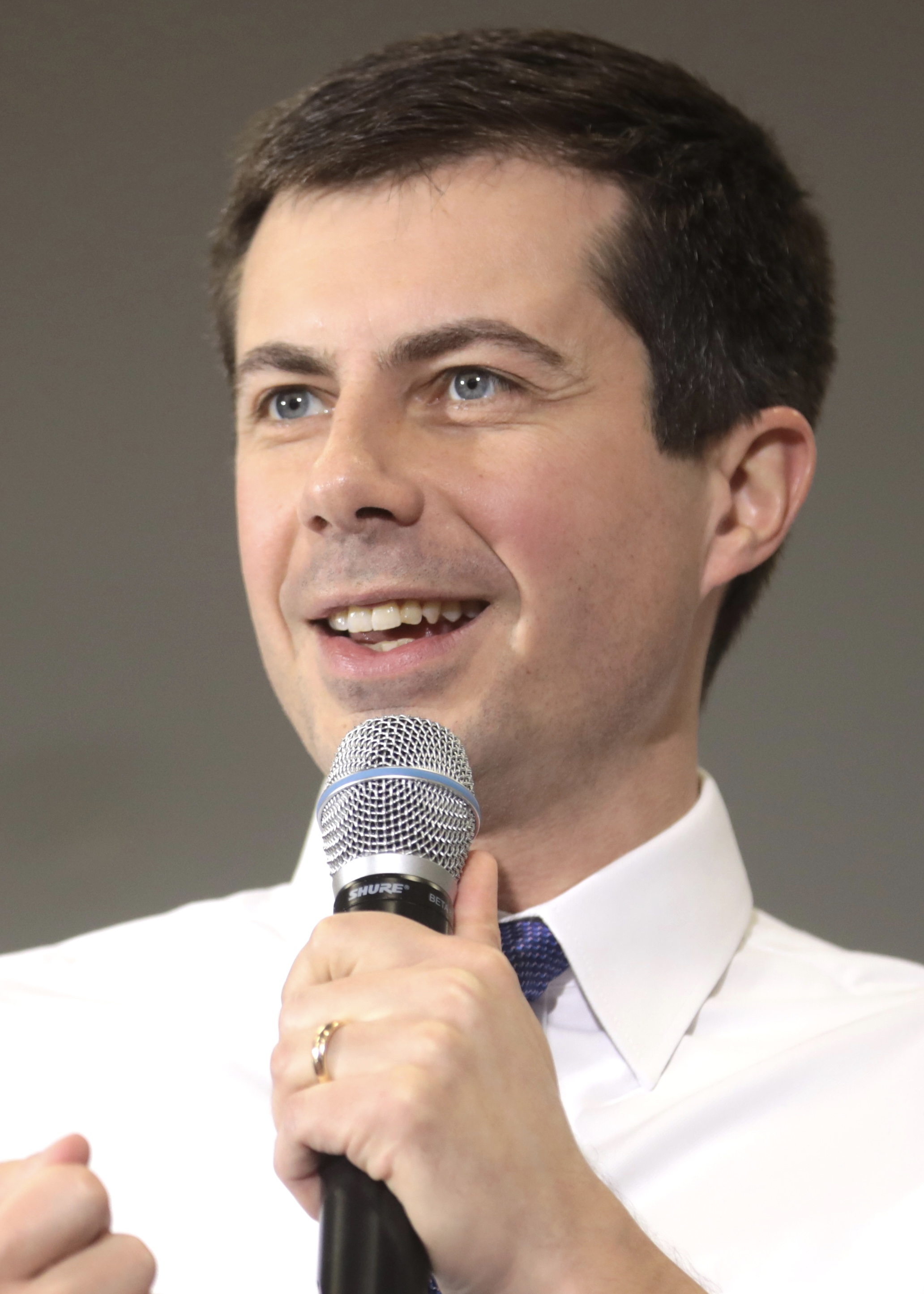
Pete Buttigieg en campagne en Iowa en janvier 2020.

Le 14 avril 2019, il annonce officiellement, depuis l'ancienne usine Studebaker de South Bend, qu'il est candidat aux primaires présidentielles du Parti démocrate de 2020. Malgré son jeune âge, Pete Buttigieg prétend qu’en ayant effectué deux mandats de maire, il a « davantage d’années d’expérience en matière de gouvernance que Donald Trump ».
Au deuxième trimestre de l'année 2019, il est le candidat qui reçoit le plus de fonds pour sa campagne, avec 24,8 millions de dollars, soit le triple de ce qu'il avait réussi à réunir entre janvier et avril. 
Les intentions de vote en sa faveur augmentent progressivement à partir de l'automne 2019 en particulier en Iowa, premier État à organiser son scrutin pour les primaires présidentielles. Dans cet État du Midwest réputé proche de son État d'origine, l'Indiana, il rattrape les favoris de la campagne que sont Joe Biden, Elizabeth Warren et Bernie Sanders à partir du mois de novembre,,. Il réalise également une percée dans le New Hampshire, deuxième État à tenir son scrutin. La presse et ses adversaires soulignent toutefois que ces performances se limitent à deux États où l'électorat démocrate est plus âgé, plus instruit et davantage peuplé de populations blanches que dans le reste du pays, ajoutant que les sondages lui sont nettement moins favorables dans les États que sont la Caroline du Sud et le Nevada où les minorités ethniques sont numériquement plus importantes. Il semble souffrir d'une popularité moindre parmi les Hispaniques et les Afro-Américains,, chez qui « des préoccupations concernant son expérience et son orientation sexuelle » semblent contribuer à ces mauvais résultats selon The Washington Post.
Le 3 février 2020, il remporte de justesse le caucus de l'Iowa en nombre de délégués, obtenant 26,2 % des délégués d’État, devant Bernie Sanders (26,1 %) qui arrive quant à lui en tête du vote populaire,,. Il arrive en deuxième position lors de la primaire du New Hampshire du 11 février, recueillant 24 % des voix contre 26 % pour Bernie Sanders. Lors du caucus du Nevada et de la primaire de Caroline du Sud des 22 et 29 février, il arrive respectivement en troisième et en quatrième position,.
Il suspend sa campagne le 1er mars, deux jours avant le Super Tuesday. « Notre objectif a toujours été d’aider à rassembler les Américains pour battre Donald Trump (…) la meilleure façon de rester fidèle à ces objectifs est de se retirer et d’aider à rassembler notre parti et notre pays », déclare-t-il. Il se rallie dès le lendemain à Joe Biden.

### Secrétaire aux Transports des États-Unis
Le 15 décembre 2020, le président élu Joe Biden annonce qu'il nommera Pete Buttigieg secrétaire aux Transports des États-Unis au sein de la nouvelle administration. Sa nomination est confirmée par le Sénat le 2 février 2021 par 86 voix contre 13, faisant de lui la première personne ouvertement homosexuelle confirmée par les sénateurs au cabinet présidentiel. 
À la tête d'un Département des Transports renforcé, avec un budget étoffé et des projets exceptionnels à réaliser dans le cadre du plan bipartisan Infrastructure Investment and Jobs Act (en), il est considéré comme le plus puissant Secrétaire d'État aux Transports de l'histoire américaine et un élément central du cabinet des États-Unis sous la présidence Biden
À l'été 2024, il fait partie des personnalités envisagées par Kamala Harris pour rejoindre le ticket démocrate pour l'élection présidentielle de novembre comme candidat à la vice-présidence, mais le gouverneur du Minnesota Tim Walz lui est finalement préféré.

## Prises de position
Pete Buttigieg s'identifie lui-même comme progressiste et partisan du capitalisme démocratique. Il est généralement considéré dans la presse comme un modéré du Parti démocrate. Il est favorable à une couverture santé universelle ; un meilleur dialogue et plus de coopération entre le Parti démocrate et les syndicats ; la vérification universelle des antécédents pour l'achat d'arme à feu ; des politiques environnementales qui s'attaquent à la pollution et luttent contre le changement climatique, qu'il considère comme « une menace de sécurité nationale ». Il soutient également la législation fédérale interdisant la discrimination à l'égard des personnes LGBT et le programme d'action différé (DACA) pour les enfants immigrants, qui arrivent aux États-Unis,. Il se prononce pour l'abolition du collège électoral pour l'élection du président des États-Unis mettant en avant l'importance d'un scrutin direct basé sur le vote populaire, plutôt qu'un scrutin indirect basé sur un collège électoral.

## Publications
- (en) Shortest Way Home: One Mayor's Challenge and a Model for America's Future, New York, Liveright, 2019, 352 p. (ISBN 978-1-63149-437-6 et 1631494376, OCLC 1085565890, lire en ligne).
- (en) Trust: America's Best Chance, John Murray, 2020, 224 p.

## Historique électoral
| Année                         | Pete Buttigieg | Républicain | Libertarien |
| ----------------------------- | -------------- | ----------- | ----------- |
| Année                         |                |             |             |
| Trésorier d'État de l'Indiana |                |             |             |
| 2010                          | 37,54 %        | 62,46 %     | —           |
| Maire de South Bend           |                |             |             |
| 2011                          | 73,85 %        | 19,38 %     | 6,77 %      |
| 2015                          | 80,41 %        | 19,59 %     | —           |